# Auguste Hetkamp
Auguste Hetkamp (geborene Schlömp; * 26. August 1885 in Gallingen, Ostpreußen (heute Galiny, Polen); † 11. August 1944 in der Strafanstalt Plötzensee, Berlin) war eine deutsche Zeugin Jehovas und ein Opfer der NS-Kriegsjustiz.

## Leben und Wirken
Auguste Wilhelmine Schlömp wurde im ostpreußischen Gallingen, Sitz des Amtsbezirks Gallingen der Eulenburger Grafen geboren. Ihre Eltern waren Henriette Schlömp, geborene Maruhn und Samuel Schlömp. Sie heiratete am 5. Oktober 1906 in Holten Heinrich Hetkamp (23. Februar 1881–26. Januar 1935) aus Holten. Dort wurde Sohn Heinrich Friedrich Samuel Hetkamp (15. Mai 1907–25. Mai 1943) geboren. Tochter Christine Hetkamp (1908–1978) kam in Oberhausen zu Welt. Tochter Elise Hetkamp (1909–1978) wurde in Sterkrade geboren. Es folgte Sohn Walther Hetkamp (1910–?). Ebenfalls in Oberhausen kam Sohn Wilhelm Hetkamp (23. Juni 1913–31. Januar 1942) zur Welt. So auch das letzte Kind, Sohn Erich Karl Hetkamp (29. Juni 1916–9. Januar 2007). Ihr Mann Heinrich starb am 26. Januar 1935 in Sterkrade.
Hetkamp gehörte seit frühen Jahren der Gemeinschaft der Bibelforscher (Zeugen Jehovas) an. Sie lebte in Oberhausen und hatte zwei Töchter und fünf Söhne. Ihre Söhne Wilhelm Hetkamp († 1942) und Heinrich Hetkamp († 1943), die während des Zweiten Weltkriegs vom nationalsozialistischen Regime hingerichtet wurden, nachdem sie aufgrund ihrer strengen Einhaltung unter Verweis auf das 5. Gebot („Du sollst nicht töten“) des Dekaloges den Kriegsdienst verweigert hatten. Hetkamp engagierte sich während des Krieges in der im Untergrund gegen das NS-System agierenden Internationalen Bibelforscher-Vereinigung. Als wichtigste Mitarbeiterin von Julius Engelhard baute sie mit diesem und weiteren Zeugen Jehovas ein Netzwerk aus Gesinnungsgenossen im Rheinland auf, das unter anderem Exemplare der von den Nationalsozialisten als staatsfeindlich eingestuften Zeitschrift Der Wachtturm abzog und verbreitete.
Im April 1943 wurde die Gruppe um Engelhard und Hetkamp von der Polizei zerschlagen. Hetkamp wurde zusammen mit Engelhard und sechs weiteren führenden Mitgliedern der Zeugen Jehovas aus dem Raum Oberhausen vom 6. Senat des Volksgerichtshofes am 2. Juni 1944 der Wehrkraftzersetzung für schuldig befunden und zum Tode verurteilt. Nach vorübergehender Haft im Frauengefängnis in der Barnimstraße in Berlin wurde Auguste Hetkamp, gemeinsam mit Klara Stoffels am 11. August 1944 in der Strafanstalt Berlin-Plötzensee durch Enthauptung hingerichtet. Ihren Tod meldete Hilfsaufseher Paul Dürrhauer am 12. August 1944 im Standesamt Charlottenburg. Als Geburtsort wurde fälschlich „Tallingen, Friedland“ eingetragen. Gallingen hatte im Geburtsjahr Hetkamps dem preußischen Amtskreis Friedland angehört, der 1927 in Landkreis Bartenstein umbenannt wurde.
Am 7. April 2011 wurde in Oberhausen vor ihrem letzten Wohnhaus in der Kalkstraße 7 ein Stolperstein zur Erinnerung an Auguste Hetkamp verlegt.